# Frances Bean Cobain
Frances Bean Cobain (* 18. srpna 1992 Los Angeles, Kalifornie) je americká zpěvačka, jediné dítě Kurta Cobaina. Jako malé dítě si zahrála v jeho videoklipu Sliver.
Narození Frances provázela velká publicita. Její matka, vdova po Cobainovi, Courtney Love, byla obviněna, že během těhotenství brala heroin. Následovalo množství soudních sporů, jejichž výsledkem bylo rozhodnutí o svěření nezletilé Frances do péče Cobainovy matky a zákaz styku Courtney Love s dcerou.
Dosažením plnoletosti v roce 2010 se Frances stala dědičkou multimilionového svěřenského fondu, který jí byl po smrti jejího otce zanechán. Byla pojmenovaná po Frances McKee.
17.9. 2024 se jí narodil syn Ronin Walker Cobain Hawk.